# Poliomielite
La poliomielite, spesso chiamata polio o paralisi infantile, è una malattia acuta, virale, altamente contagiosa che si diffonde da individuo a individuo principalmente per via oro-fecale. Il termine deriva dal greco πολιός (poliós), che significa "grigio", μυελός (myelós), che si riferisce a midollo spinale, e il suffisso -itis, che indica l'infiammazione.
Sebbene circa il 90% delle infezioni da polio non causi sintomi, gli individui affetti possono presentare una serie di condizioni se il virus entra nella circolazione sanguigna. In circa l'1% dei casi, il virus penetra nel sistema nervoso centrale, dove colpisce di preferenza i neuroni motori, portando a debolezza muscolare e paralisi flaccida acuta. A seconda dei nervi coinvolti, possono presentarsi diversi tipi di paralisi. La polio spinale è la forma più comune, caratterizzata da paralisi asimmetrica che spesso coinvolge le gambe. La polio bulbare porta alla debolezza dei muscoli innervati dai nervi cranici. La polio bulbospinale è una combinazione di paralisi bulbare e spinale.
La poliomielite è stata riconosciuta come malattia da Jakob Heine nel 1840, mentre il suo agente eziologico, il poliovirus, è stato identificato nel 1908 da Karl Landsteiner. Anche se le principali epidemie di polio erano sconosciute prima della fine del XIX secolo, la poliomielite è stata una delle malattie infantili più temute del XX secolo. Epidemie di polio hanno paralizzato migliaia di persone, soprattutto bambini; in caso di paralisi del diaframma, poteva portare alla morte per soffocamento. L'uomo ha convissuto per migliaia di anni con il poliovirus come patogeno endemico; questo fino al 1880, quando in Europa iniziarono grandi epidemie che, poco dopo, si diffusero anche negli Stati Uniti d'America.
Nel 1910 gran parte del mondo ha sperimentato un drammatico aumento di casi di polio, e le epidemie sono diventate eventi regolari, soprattutto nelle grandi città e durante i mesi estivi. Queste epidemie hanno fornito l'impulso per una "grande corsa" verso lo sviluppo di un vaccino. Esso fu realizzato nel 1950 e, grazie alla sua diffusione, i casi globali di poliomielite si sono ridotti in breve tempo da centinaia di migliaia a meno di mille. Grazie alle campagne di vaccinazione condotte dal Rotary International, dall'Organizzazione mondiale della sanità e dall'UNICEF si dovrebbe arrivare all'eradicazione globale della malattia, traguardo attualmente raggiunto solo per il vaiolo, nel 1978, e per la peste bovina, nel 2011.

## Storia

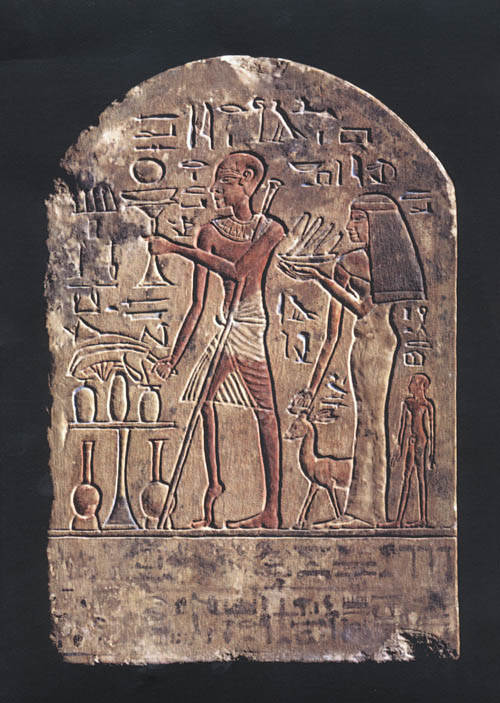
Una stele egiziana che probabilmente rappresenta una vittima di poliomielite. XVIII dinastia egizia (1403-1365 a.C.).

Gli effetti della poliomielite sono noti fin dall'antichità. Dipinti e sculture egizie raffigurano individui che presentano i segni caratteristici della malattia. La prima descrizione clinica fu formulata dal medico inglese Michael Underwood nel 1789, che la indicò come "una debolezza degli arti inferiori". Il lavoro dei medici Jakob Heine, nel 1840, e Karl Oskar Medin, nel 1890, portò la malattia ad essere conosciuta come "malattia di Heine-Medin". Più tardi fu rinominata "paralisi infantile", in base alla sua propensione a colpire i bambini.
Prima del XX secolo, le infezioni da polio si verificavano raramente nei bambini di età inferiore ai sei mesi, mentre la maggior parte dei casi interessavano bambini da sei mesi a quattro anni. Le condizioni igienico-sanitarie scarse dell'epoca portavano ad una costante esposizione al virus, fatto che permetteva lo sviluppo di un'immunità naturale all'interno della popolazione. Nei paesi economicamente avanzati degli inizi del XX secolo furono apportati miglioramenti nei servizi igienico-sanitari, compreso lo smaltimento delle acque reflue e la disponibilità di acqua potabile per tutti. Questi cambiamenti, riducendo l'esposizione al virus nella prima infanzia e, di conseguenza, la diffusione dell'immunità alla malattia, aumentarono drasticamente il numero di bambini e adulti a rischio di infezione da polio paralitica.
Intorno al 1900 iniziarono ad apparire, in Europa e negli Stati Uniti, piccole epidemie localizzate di poliomielite paralitica. Durante la prima metà del XX secolo, i focolai in Europa, Nord America, Australia e Nuova Zelanda fecero raggiungere alla malattia proporzioni pandemiche. A partire dal 1950 l'incidenza del picco di infezione si spostò nella fascia di età compresa tra i cinque e i nove anni. Negli Stati Uniti, nel 1952 un'epidemia di polio fece registrare quasi 58 000 casi in un anno con 3145 morti e 21 269 paralisi lievi.
I reparti di terapia intensiva sono nati proprio nella lotta contro la polio. La maggior parte degli ospedali avevano infatti disponibilità limitate di polmoni di acciaio per i pazienti non in grado di respirare autonomamente. Furono istituiti centri respiratori destinati ad assistere i pazienti più gravi, il primo dei quali fu realizzato nel 1952 presso l'Ospedale Blegdam di Copenaghen dall'anestesista danese Bjørn Ibsen; questi sono stati i precursori delle successive unità di terapia intensiva. Un anno dopo, lo stesso Ibsen creò il primo reparto di terapia intensiva al mondo.
Le epidemie di polio non hanno solo cambiato la vita di chi vi è sopravvissuto, ma hanno anche provocato profondi mutamenti culturali. Esse hanno, infatti, spronato campagne di raccolta fondi che hanno rivoluzionato la filantropia medica e dato origine alla terapia riabilitativa. Inoltre, grazie a campagne informative, si è creata maggior sensibilità nella popolazione riguardo ai diritti sociali e civili dei disabili.

## Epidemiologia
| Casi confermati di poliomielite nel 2020 |                |                                  |                      |             |
| Nazione                                  | Casi wild type | Casi secondari a vaccino (cVDPV) | Situazione           | Tipo/i      |
| Pakistan                                 | 65             | 52                               | endemico             | WPV1 cVDPV2 |
| Afghanistan                              | 37             | 54                               | endemico             | WPV1 cVDPV2 |
| Ciad                                     | 0              | 56                               | secondario a vaccino | cVDPV2      |
| Costa d'Avorio                           | 0              | 29                               | secondario a vaccino | cVDPV2      |
| RD del Congo                             | 0              | 23                               | secondario a vaccino | cVDPV2      |
| Etiopia                                  | 0              | 16                               | secondario a vaccino | cVDPV2      |
| Ghana                                    | 0              | 11                               | secondario a vaccino | cVDPV2      |
| Burkina Faso                             | 0              | 10                               | secondario a vaccino | cVDPV2      |
| Togo                                     | 0              | 9                                | secondario a vaccino | cVDPV2      |
| Guinea                                   | 0              | 8                                | secondario a vaccino | cVDPV2      |
| Camerun                                  | 0              | 4                                | secondario a vaccino | cVDPV2      |
| Niger                                    | 0              | 4                                | secondario a vaccino | cVDPV2      |
| Angola                                   | 0              | 3                                | secondario a vaccino | cVDPV2      |
| Nigeria                                  | 0              | 2                                | secondario a vaccino | cVDPV2      |
| Somalia                                  | 0              | 2                                | secondario a vaccino | cVDPV2      |
| Sudan                                    | 0              | 2                                | secondario a vaccino | cVDPV2      |
| Benin                                    | 0              | 1                                | secondario a vaccino | cVDPV2      |
| Rep. Centrafricana                       | 0              | 1                                | secondario a vaccino | cVDPV2      |
| Malaysia                                 | 0              | 1                                | secondario a vaccino | cVDPV1      |
| Mali                                     | 0              | 1                                | secondario a vaccino | cVDPV2      |
| Filippine                                | 0              | 1                                | secondario a vaccino | cVDPV2      |
| Yemen                                    | 0              | 1                                | secondario a vaccino | cVDPV1      |
| Totali                                   | 102            | 291                              |                      |             |

Sebbene nel XXI secolo sia rara nel mondo occidentale, la poliomielite è ancora endemica in alcuni Stati del mondo, come nel sud dell'Asia e in Nigeria. Dopo la diffusione del vaccino antipoliomielite a metà degli anni 1950, l'incidenza della malattia è diminuita drasticamente in molti paesi industrializzati. Uno sforzo globale per l'eradicazione della polio è iniziato nel 1988, grazie all'Organizzazione Mondiale della Sanità (OMS), all'UNICEF e al Rotary International. Questi interventi hanno ridotto del 99% il numero dei casi diagnosticati all'anno: dai circa 350 000 casi registrati nel 1988 ai 483 casi nel 2001, con una media di circa 1000 casi negli anni seguenti (1606 nel 2009). La poliomielite è una delle uniche due malattie attualmente oggetto di un sistema globale di eradicazione programmata, insieme alla malattia parassitaria dracunculiasi. Finora, le uniche malattie completamente eradicate dal nostro pianeta sono il vaiolo, sconfitto nel 1978, e la peste bovina, debellata nel 2011.
Una serie di pietre miliari nel processo di eradicazione sono già state raggiunte e diverse regioni del mondo sono stati certificate come polio-free. Le Americhe sono state dichiarate libere nel 1994. Nel 2000 la polio è stata ufficialmente eliminata in 36 Paesi del Pacifico occidentale, comprese la Cina e l'Australia. L'Europa è stata dichiarata libera dalla polio nel 2002. L'ultimo caso di malattia in India risale a gennaio 2011 e il paese è stato quindi rimosso dalla lista dei paesi endemici, nel 2014 è stato dichiarato libero da poliomielite. A partire dal 2012, la polio rimane endemica in soli tre paesi: Nigeria, Pakistan e Afghanistan, anche se continua a causare epidemie nei Paesi limitrofi a causa delle trasmissioni. Ad esempio, nonostante l'eliminazione avvenuta dieci anni prima, è stato confermato un focolaio in Cina nel settembre del 2011 che coinvolge un ceppo attestato nel vicino Pakistan.
Nel 1999 si verifica l'ultima infezione paralitica naturale da parte del poliovirus di tipo 2, per cui rimane soltanto da eradicare la polio di tipo 1. Il 25 agosto 2020 l’Organizzazione Mondiale della Sanità (OMS) ha annunciato che il continente africano è polio-free e che la polio rimane endemica soltanto in Pakistan e Afghanistan.

## Classificazione
| Esito                             | Percentuale dei casi      |
| --------------------------------- | ------------------------- |
| Asintomatico                      | 92%                       |
| Disturbi minori                   | 6%                        |
| Meningite non paralitica asettica | 1,5%                      |
| Poliomielite paralitica           | 0.5%                      |
| — Poliomielite spinale            | 79% dei casi paralizzanti |
| — Poliomielite bulbospinale       | 19% dei casi paralizzanti |
| — Poliomielite bulbare            | 2% dei casi paralizzanti  |

Il termine "poliomielite" viene utilizzato per identificare la malattia causata da uno qualsiasi dei tre sierotipi di poliovirus. Sono stati descritti due modelli di base di infezione da polio: una malattia minore, che non coinvolge il sistema nervoso centrale (SNC), a volte chiamata "poliomielite abortiva", e una grave malattia che coinvolge il SNC e che può essere paralitica o non-paralitica. Nella maggior parte delle persone dotate di un sistema immunitario efficiente, l'infezione da poliovirus risulta asintomatica. Raramente l'infezione produce manifestazioni cliniche lievi; queste possono includere infezioni delle alte vie respiratorie (faringite) con febbre, disturbi gastrointestinali (nausea, vomito, dolore addominale, stitichezza o raramente diarrea) e una condizione simile all'influenza.
Il virus penetra nel sistema nervoso centrale in circa il 3% delle infezioni. La maggior parte dei pazienti con interessamento del SNC sviluppa meningite non-paralitica asettica, che si presenta con sintomi cefalagici, dolore al collo, alla schiena, all'addome e alle estremità, febbre, vomito, letargia e irritabilità. Circa 1-5 casi su 1000 evolvono verso una malattia paralitica, in cui i muscoli si indeboliscono, i movimenti diventano scarsamente controllati e, infine, l'arto diviene completamente paralizzato. Questa condizione è nota come paralisi flaccida acuta. A seconda del sito di paralisi, la poliomielite paralitica è classificata come spinale, bulbare, o bulbospinale. L'encefalite, un'infezione del tessuto cerebrale, può verificarsi in rari casi ed è di solito limitata ai neonati. È caratterizzata da confusione, cambiamenti dello stato mentale, mal di testa, febbre e, meno comunemente, convulsioni e diplegia spastica.

## Cause

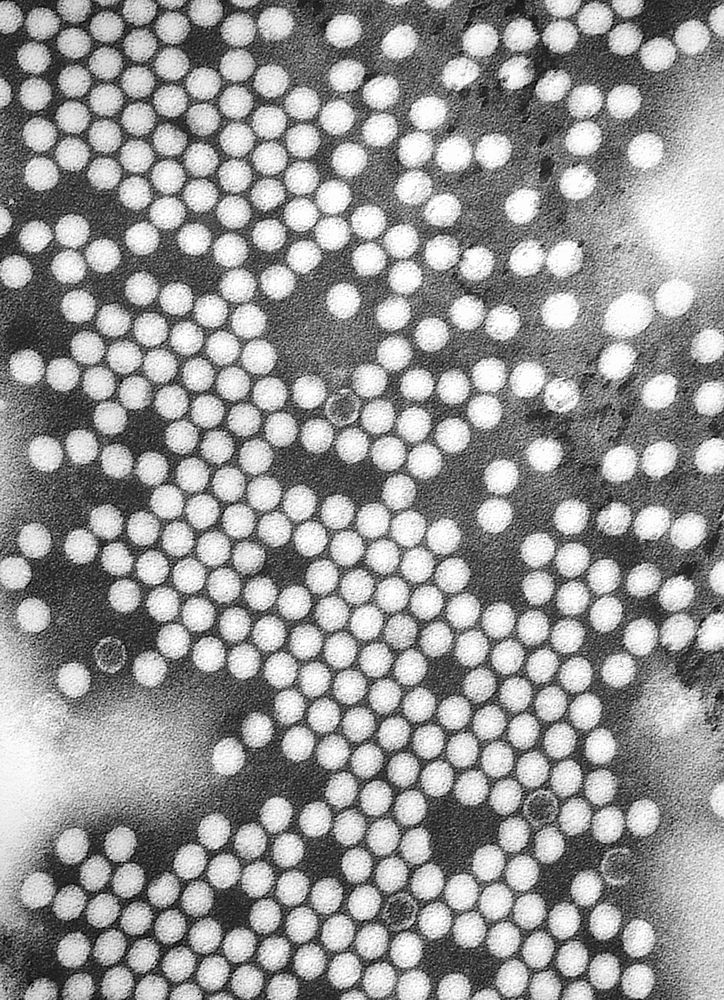
Microfotografia con microscopio elettronico a trasmissione del poliovirus.

La poliomielite è causata dall'infezione con un virus appartenente al genere degli enterovirus, noto come poliovirus (PV). Questi virus a RNA colonizzano il tratto gastrointestinale, specificamente l'orofaringe e l'intestino. Il periodo di incubazione, ovverosia il tempo tra la prima esposizione e i primi sintomi, varia da tre a 35 giorni, con un arco più comune che va dai sei ai venti giorni. Il poliovirus infetta e provoca la malattia soltanto negli esseri umani. La sua struttura è molto semplice: è composto da un genoma a RNA racchiuso in un involucro proteico chiamato capside. Oltre a proteggere il materiale genetico del virus, le proteine del capside consentono al poliovirus di infettare alcuni tipi di cellule. Tre sierotipi di poliovirus sono stati identificati: il poliovirus di tipo 1 (PV1), di tipo 2 (PV2) e di tipo 3 (PV3), ognuno con una proteina del capside leggermente diversa. Tutti e tre sono estremamente virulenti e producono gli stessi sintomi della malattia. PV1 è la forma che si riscontra più frequente e quella più strettamente correlata alla paralisi.
Gli individui che sono esposti al virus, tramite infezione o tramite l'immunizzazione con il vaccino antipolio, sviluppano l'immunità. Negli individui immuni, gli anticorpi IgA contro il poliovirus sono presenti nelle tonsille e nel tratto gastrointestinale e sono in grado di bloccare la replicazione del virus mentre gli anticorpi IgG e IgM possono prevenire la diffusione del virus ai neuroni motori del sistema nervoso centrale. L'infezione o la vaccinazione con un sierotipo di poliovirus non fornisce immunità contro gli altri sierotipi e l'immunità completa richiede l'esposizione a ciascun sierotipo.

### Trasmissione
La poliomielite è altamente contagiosa per via oro-orale (fonte orofaringea) e fecale-orale (di origine intestinale). Nelle aree endemiche, il poliovirus può infettare praticamente l'intera popolazione umana. Il virus si presenta per lo più stagionalmente nelle fasce climatiche temperate, con il picco di trasmissione che si verifica in estate e in autunno. Queste differenze stagionali sono molto meno pronunciate nelle aree tropicali. Il periodo di incubazione è di solito compreso tra sei e venti giorni, con un intervallo massimo che va dai tre ai trentacinque giorni. Dopo l'infezione iniziale le particelle virali sono escrete, per diverse settimane, con le feci, che pertanto risultano infette. La malattia si trasmette principalmente per via fecale-orale, con l'ingestione di cibo contaminato o acqua. Talvolta viene trasmessa via oro-orale, una modalità di trasmissione più comune nelle zone in cui vi è una buona igiene. La poliomielite è maggiormente infettiva tra i sette e i dieci giorni prima e dopo la comparsa dei sintomi, ma la trasmissione è possibile finché il virus rimane nella saliva o nelle feci.
I fattori che aumentano il rischio di infezione da polio o influenzano la gravità della malattia comprendono: deficienza immunitaria, malnutrizione, tonsillectomia, attività fisica subito dopo l'inizio della paralisi, lesioni muscolo-scheletriche a causa di iniezione di vaccini e la gravidanza. Anche se il virus può attraversare la placenta, il feto non sembra essere influenzato da una infezione materna o dalla vaccinazione contro la polio. Anche gli eventuali anticorpi materni possono attraversare la placenta, fornendo l'immunità passiva che protegge il neonato dalle infezioni da polio durante i primi mesi di vita.
Come precauzione contro le infezioni, durante le epidemie di poliomielite le piscine pubbliche delle zone colpite sono state spesso chiuse.

## Fisiopatologia e clinica

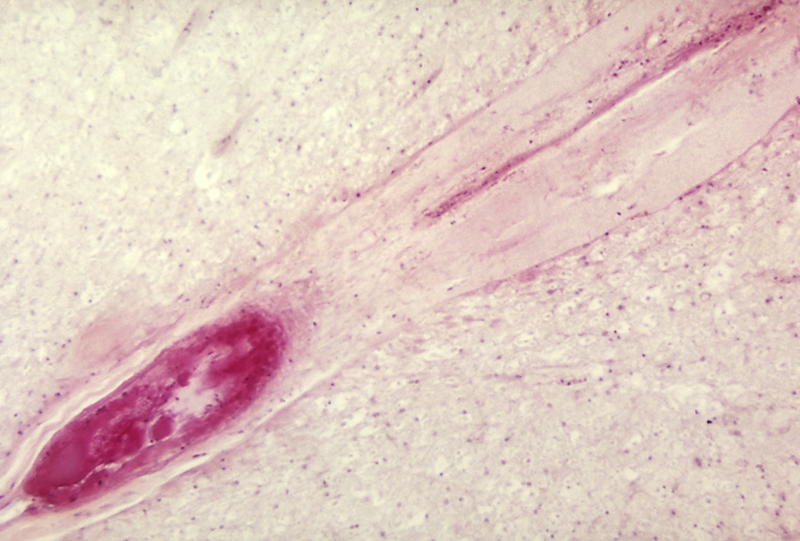
Un blocco lombare dell'arteria anteriore del midollo spinale dovuta alla poliomielite.

Il poliovirus entra nel corpo attraverso la bocca, infettando le prime cellule con cui viene a contatto nella faringe e nella mucosa intestinale. Si guadagna l'ingresso nella cellula legandosi ad un recettore, noto come recettore poliovirus o CD155, presente sulla membrana cellulare. Il virus inserisce quindi il proprio materiale genetico nella cellula ospite e comincia a replicarsi. Il poliovirus si replica per circa una settimana all'interno delle cellule gastrointestinali, da dove poi si diffonde alle tonsille (in particolare nelle cellule follicolari dendritiche che risiedono all'interno dei centri tonsillari germinali), al tessuto intestinale linfoide, comprese le cellule M delle placche di Peyer, alla linfa cervicale profonda e ai linfonodi mesenterici, dove si moltiplica abbondantemente. Il virus viene successivamente assorbito nella circolazione sanguigna.
La presenza del virus nel sangue, nota come viremia, ne consente un'ampia distribuzione nel corpo. Il poliovirus può sopravvivere e moltiplicarsi nel sangue e nel sistema linfatico per lunghi periodi di tempo, fino a 17 settimane. In una piccola percentuale di casi il virus può diffondersi e replicarsi in altri siti, come ad esempio nel tessuto adiposo bruno, nel tessuto reticolo-endoteliale o nei muscoli. Questa replicazione prolungata provoca un aumento della concentrazione di virus nel sangue e il conseguente sviluppo di lievi sintomi simil-influenzali. Raramente, il virus riesce a superare la barriera emato-encefalica ed invadere il sistema nervoso centrale, provocando una risposta infiammatoria locale. In molti casi, questo provoca una infiammazione autolimitante delle meningi, le membrane connettivali che circondano il cervello e il midollo spinale. Questa condizione, nota come meningite virale o meningite asettica, ha come esito una poliomielite non-paralitica. La penetrazione del sistema nervoso centrale non fornisce alcun vantaggio noto al virus, ed è molto probabilmente una deviazione accidentale di una normale infezione gastrointestinale. I meccanismi attraverso i quali il poliovirus si diffonde al sistema nervoso centrale sono poco conosciuti.

### Poliomielite paralitica

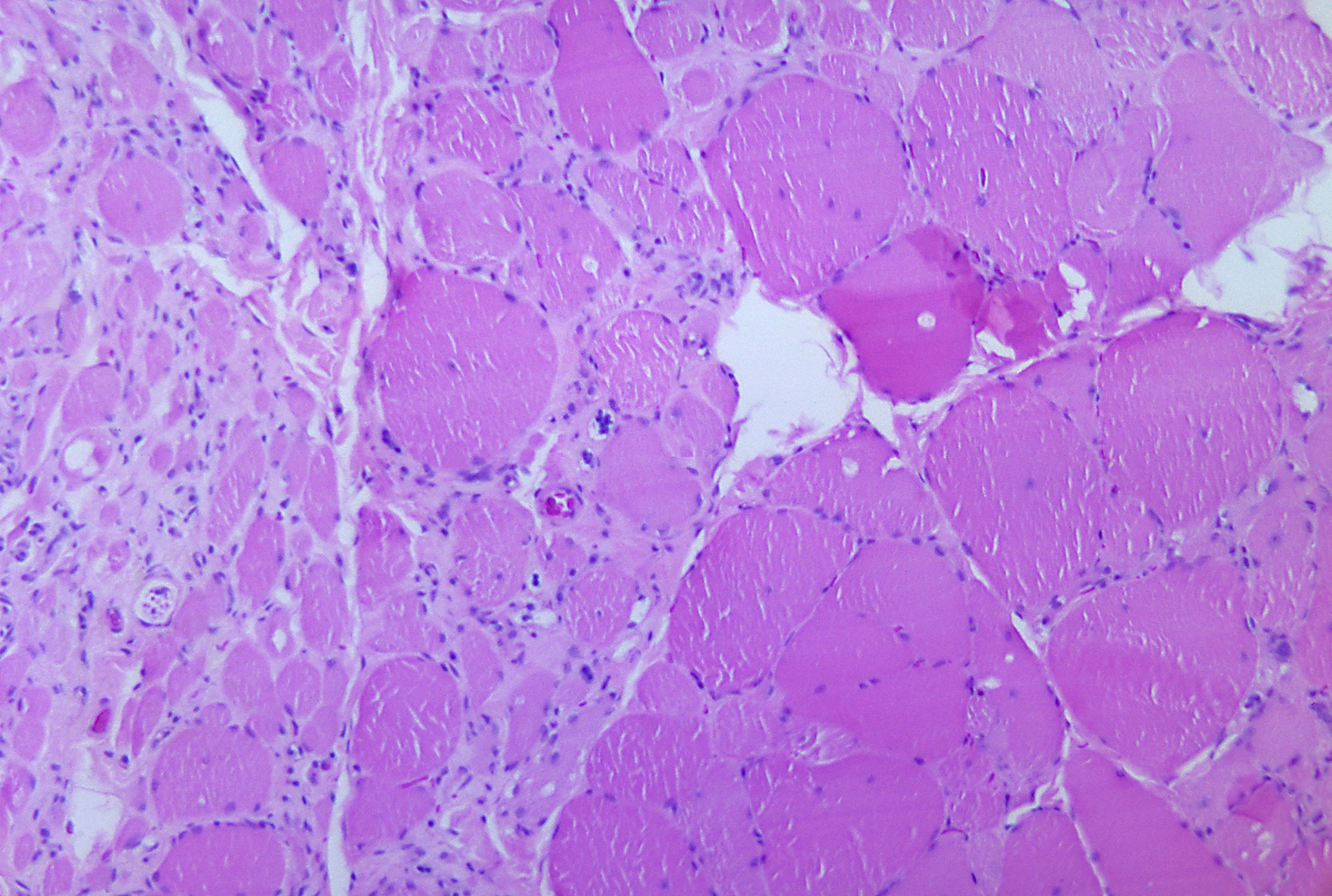
La denervazione del tessuto muscolare scheletrico a seguito dell'infezione da poliovirus può portare alla paralisi.

In circa l'1% delle infezioni, il poliovirus si diffonde lungo i rami di alcune fibre nervose, replicandosi e distruggendo preferenzialmente i neuroni motori del midollo spinale, del tronco encefalico o della corteccia motoria. Ciò porta allo sviluppo della poliomielite paralitica, le cui diverse forme (spinale, bulbare, e bulbospinale) sono caratterizzate dalla diversa entità del danno neuronale e dell'infiammazione prodotta, oltre che dalla diversa regione del sistema nervoso interessata.
La distruzione delle cellule neuronali produce lesioni all'interno dei gangli spinali; possono quindi essere colpite la formazione reticolare, i nuclei vestibolari, il verme cerebellare e i nuclei profondi del cervelletto. L'infiammazione è associata alla distruzione delle cellule nervose e spesso altera il colore e l'aspetto della materia grigia del midollo spinale, conferendole una tonalità rossastra. Altri danni causati dalla malattia paralitica si verificano nella regione del proencefalo, in particolare nell'ipotalamo e nel talamo. I meccanismi molecolari attraverso i quali il poliovirus causa la malattia paralitica non sono del tutto chiariti.
I primi sintomi della polio paralitica comprendono febbre alta, mal di testa, rigidità della schiena e del collo, debolezza asimmetrica dei muscoli, sensibilità al tocco, difficoltà a deglutire, dolori muscolari, perdita dei riflessi superficiali, parestesie assimilabili a formicolii, irritabilità, stitichezza e difficoltà a urinare. Le paralisi si sviluppano in genere da uno a dieci giorni dopo i primi sintomi e progrediscono per due o tre giorni, fermandosi nel momento in cui si interrompe la febbre.
La probabilità di sviluppare la polio paralitica aumenta con l'età, così come aumenta l'estensione della paralisi. Nei bambini, la meningite non-paralitica è la conseguenza più probabile del coinvolgimento del sistema nervoso centrale e la paralisi si verifica in un solo caso su 1000. Negli adulti, la paralisi si verifica in uno su 75. Nei bambini sotto i cinque anni di età, la paralisi di una gamba è più comune. Negli adulti, la paralisi estesa del torace e dell'addome può portare alla paralisi di tutti gli arti. I tassi di paralisi possono variare anche a seconda del sierotipo del poliovirus, i più alti tassi di paralisi (uno su 200) sono associati al poliovirus di tipo 1, le incidenze più basse (uno su 2000) sono associate al tipo 2.

#### Poliomielite spinale

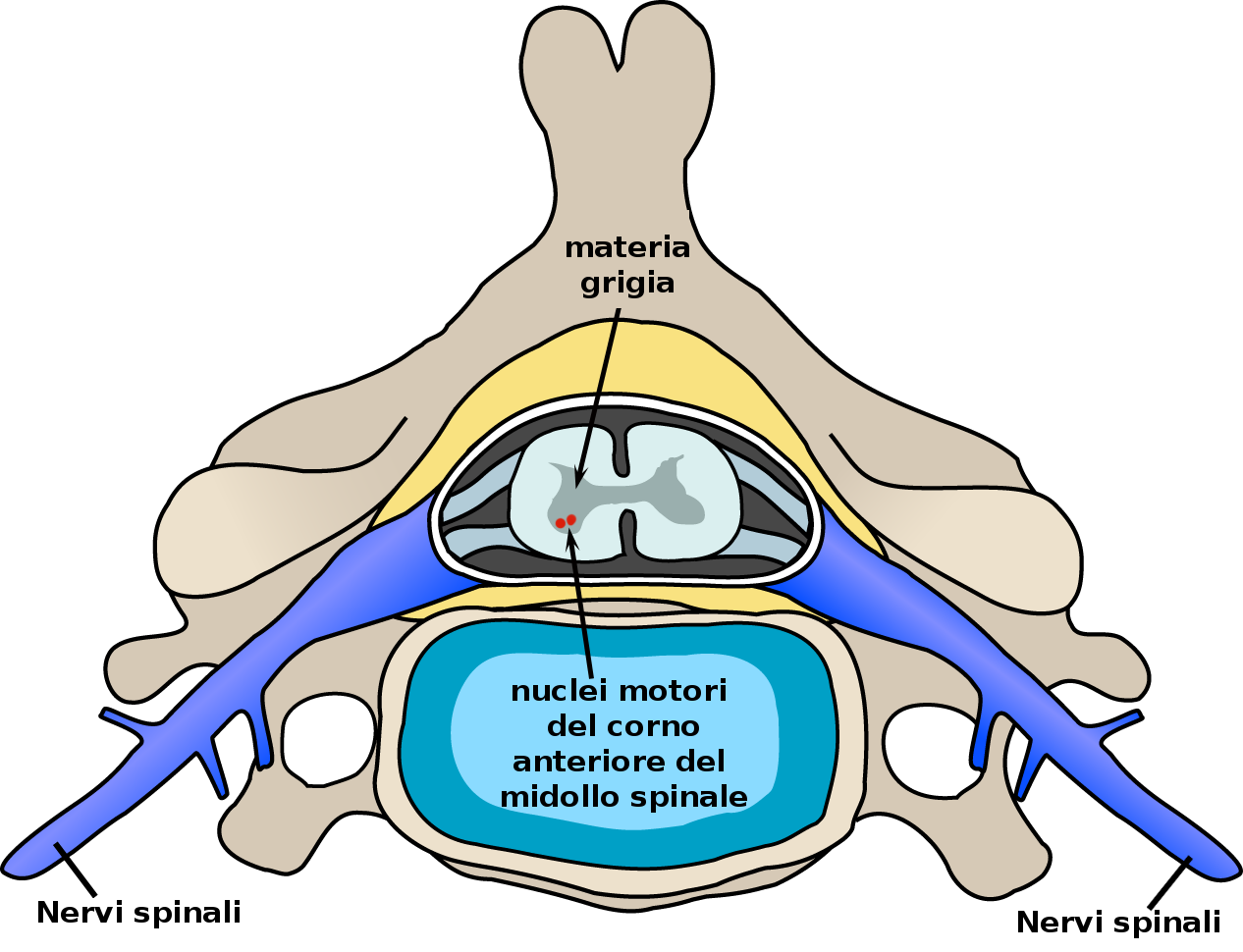
La posizione dei motoneuroni nelle cellule delle corna anteriori del midollo spinale.

La poliomielite spinale è la forma più comune di poliomielite paralitica. Essa è il risultato dell'invasione virale dei motoneuroni spinali, disposti nelle corna anteriori della sostanza grigia del midollo spinale. Il virus causa l'infiammazione delle cellule nervose, portando il danneggiamento o la distruzione dei motoneuroni spinali. Quando i neuroni spinali muoiono si verifica la cosiddetta degenerazione walleriana, con conseguente debolezza dei muscoli che erano innervati dai neuroni persi. Con la distruzione delle cellule nervose, i muscoli non ricevono segnali dal cervello o del midollo spinale. Senza la stimolazione nervosa si verifica atrofia muscolare, l'arto diventa flaccido e debole e il controllo sempre più scarso fino ad arrivare alla completa paralisi. La progressione alla paralisi è rapida (da due a quattro giorni) e di solito è associata a febbre e dolori muscolari. Anche i riflessi tendinei più profondi vengono coinvolti, diminuendo talvolta fino a scomparire. La sensazione di "sentire gli arti" non viene, tuttavia, a mancare
L'entità della paralisi spinale dipende dalla regione interessata, che può essere cervicale, toracica o lombare. Il virus può influenzare muscoli su entrambi i lati del corpo, ma più spesso la paralisi è asimmetrica. Ogni arto o una combinazione di arti possono essere influenzati: una gamba, un braccio, o entrambe le gambe e le braccia. La paralisi è spesso più grave prossimalmente, dove l'arto si unisce al corpo, che distalmente, verso le estremità dell'arto.

#### Poliomielite bulbare

La posizione e l'anatomia della regione bulbare (in arancione).

La polio bulbare costituisce circa il 2% dei casi di poliomielite paralitica, e si verifica quando il poliovirus invade e distrugge i nervi nella regione bulbare del tronco encefalico. La regione bulbare è una via nervosa, costituita da materia bianca, che collega la corteccia cerebrale al tronco encefalico. Danni in questa regione del cervello colpiscono i nervi cranici ed i muscoli da essi innervati, producendo manifestazioni cliniche tipiche dell'encefalite e difficoltà di respirazione, di parola e di deglutizione.
I nervi colpiti più critici sono il nervo glossofaringeo, che controlla in parte la deglutizione, le funzioni nella lingua e il gusto, il nervo vago che invia segnali al cuore, all'intestino e ai polmoni, e il nervo accessorio che controlla il movimento superiore del collo. A causa dell'effetto sulla deglutizione, secrezioni di muco possono accumularsi nelle vie respiratorie, provocando il soffocamento. Altri segni e sintomi includono debolezza facciale, causata dai danni al nervo trigemino ed al nervo faciale, che innervano le guance, i dotti lacrimali e i muscoli del viso. Inoltre la poliomielite bulbare può causare visione doppia, difficoltà nella masticazione e anormale frequenza respiratoria che può portare ad arresto respiratorio. Possono presentarsi anche edema polmonare e shock, potenzialmente fatali.

#### Poliomielite bulbospinale
Circa il 19% di tutti i casi di poliomielite paralitica presentano sia sintomi bulbari, sia spinali. Questo sottotipo si chiama poliomielite respiratoria o poliomielite bulbospinale. Quando il virus colpisce la parte superiore del midollo spinale cervicale, a livello delle vertebre cervicali C3-C5, la paralisi si verifica nel diaframma. I nervi critici colpiti sono il nervo frenico, che spinge il diaframma per gonfiare i polmoni, e quelli che controllano i muscoli necessari per la deglutizione. Con la perdita di questi nervi, viene colpita la respirazione, resa più difficile o impossibile senza il supporto di un ventilatore. La poliomielite bulbospinale può portare, inoltre, alla paralisi delle braccia e delle gambe e può anche influenzare la deglutizione e la funzionalità cardiaca.

## Diagnosi
La poliomielite paralitica può essere clinicamente sospettata in individui che con insorgenza acuta di paralisi flaccida a livello di uno o più arti e riflessi tendinei diminuiti o assenti negli arti colpiti, con conservazione delle funzioni sensoriale o cognitiva e in assenza di altre cause apparenti.
Una diagnosi di laboratorio può essere effettuata in seguito all'isolamento del poliovirus in un campione di feci o in un tampone faringeo. Gli anticorpi anti-poliovirus possono essere trovati nel sangue durante la fase infettiva. L'analisi del liquido cerebrospinale (CSF) del paziente, prelevato tramite puntura lombare, mostra un elevato numero di globuli bianchi (principalmente linfociti) e un lieve incremento nella concentrazione proteica. L'individuazione del virus nel liquor attesta l'avvenuta infezione del sistema nervoso centrale ed è pertanto diagnostica per la polio paralitica, sebbene ciò si verifichi raramente.
Se il poliovirus è isolato da un paziente che presenta paralisi flaccida acuta, viene ulteriormente testato tramite mappatura genetica o, più recentemente, mediante reazione polimerasica a catena (PCR), per determinare se esso è "wild type" (cioè, il virus che si incontra in natura) o "da vaccino" (derivato da un ceppo del virus della poliomielite utilizzato per produrre il vaccino antipolio). È importante determinare l'origine del virus, poiché per ogni caso segnalato di polio paralitica causato da poliovirus selvaggi si stima che possano esistere altri 200 a 3000 portatori asintomatici contagiosi.

## Prevenzione

### Immunizzazione passiva
Nel 1950, William Hammon, presso l'Università di Pittsburgh, isolò le gammaglobuline nel plasma sanguigno di pazienti con poliomielite. Hammon propose le gammaglobuline, che contenevano anticorpi anti poliovirus, come possibile mezzo per bloccare l'infezione da poliovirus. I risultati di un ampio studio clinico erano promettenti: le gammaglobuline avevano dimostrato essere circa l'80% efficaci nel prevenire lo sviluppo di poliomielite paralitica. È stato anche dimostrato che erano in grado di ridurre la gravità della malattia nei pazienti che avevano sviluppato la poliomielite. L'approccio con le gammaglobuline è stato successivamente ritenuto impraticabile per un utilizzo diffuso a causa della limitata disponibilità di plasma umano, per cui la comunità medica decise di rivolgere gli sforzi verso lo sviluppo di un vaccino antipolio.

### Vaccino

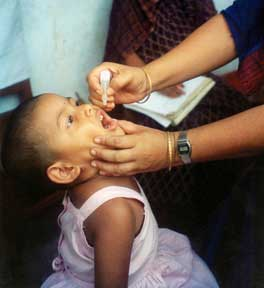
Una bambina che riceve un vaccino orale antipolio.

Tre tipi di vaccino sono stati utilizzati in tutto il mondo per combattere la poliomielite: il vaccino Koprowski, il vaccino Salk e il vaccino Sabin. Tutti inducono immunità al poliovirus in modo efficiente e bloccano la trasmissione, proteggendo in questo modo i soggetti vaccinati e la comunità (la cosiddetta immunità di branco).

#### Il vaccino Koprowski
Il primo vaccino antipolio proposto, realizzato sulla base di un sierotipo di un virus vivo ma indebolito, è stato sviluppato dal virologo Hilary Koprowski. Il prototipo del vaccino di Koprowski è stato somministrato, per la prima volta a un bambino di otto anni, il 27 febbraio 1950. Koprowski ha continuato a lavorare sul vaccino nel corso degli anni 1950, arrivando a sperimentarlo su larga scala nell'allora Congo Belga e vaccinando sette milioni di bambini in Polonia contro i sierotipi PV1 e PV3 tra il 1958 e il 1960.

#### Il vaccino Salk
Il secondo vaccino, costituito da un virus inattivato (IPV), è stato sviluppato nel 1952 da Jonas Salk presso l'Università di Pittsburgh. La scoperta è stata annunciata al mondo il 12 aprile 1955. Il vaccino Salk si basa su un poliovirus coltivato in un tipo di coltura tissutale di rene di scimmia che è chimicamente inattivato con formalina. Dopo due dosi di tale vaccino, somministrato mediante iniezione, il 90% o più dei vaccinati sviluppa anticorpi protettivi nei confronti di tutti e tre i sierotipi di poliovirus, e, dopo tre dosi, l'immunità è presente in almeno il 99% dei soggetti vaccinati.

#### Il vaccino Sabin
Successivamente, Albert Sabin sviluppò un altro vaccino antipolio orale con virus vivo (abbreviato OPV dall'inglese oral polio vaccine). Questo è stato prodotto dal passaggio ripetuto del virus attraverso cellule non umane a temperature sub-fisiologica. Il poliovirus attenuato nel vaccino Sabin si replica in modo molto efficiente a livello intestinale, ma il ceppo del vaccino non è in grado di replicarsi in modo efficiente all'interno del tessuto del sistema nervoso. Una singola dose di vaccino orale antipolio Sabin produce l'immunità a tutti e tre sierotipi di poliovirus in circa il 50% dei destinatari. Tre dosi dell'OPV producono anticorpi protettivi per tutti i tipi di poliovirus in più del 95% dei destinatari. Le prove umane del vaccino Sabin sono iniziate nel 1957. Autorizzato nel 1962, è rapidamente diventato l'unico vaccino antipolio utilizzato a livello mondiale.
Poiché l'OPV è poco costoso, facile da amministrare e produce un'eccellente immunità a livello intestinale (che aiuta a prevenire l'infezione con il virus selvaggio nelle zone dove è endemico), è stato il vaccino di scelta per il controllo di poliomielite in molti paesi. In occasioni molto rare (circa un caso ogni 750 000 soggetti vaccinati), il virus attenuato in OPV muta e torna in una forma che può portare a paralisi. La maggior parte dei paesi industrializzati sono perciò passati all'IPV sia come vaccino unico contro la poliomielite, sia in combinazione con il vaccino antipolio per via orale.

## Trattamento

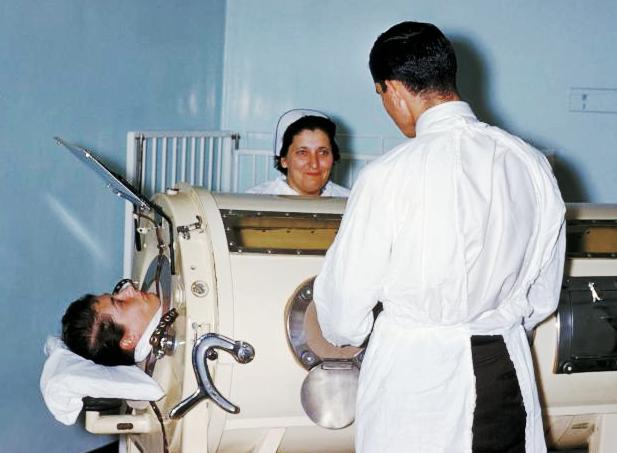
Paziente affetto da poliomielite collocato in un respiratore a pressione negativa (polmone d'acciaio).

Non esiste una cura per la poliomielite. Il focus del trattamento moderno è stato posto sul sollievo dai sintomi, sull'accelerazione del recupero e sulla prevenzione delle complicanze. Misure di sostegno includono l'uso di antibiotici per prevenire sovrainfezioni batteriche ai muscoli indeboliti, analgesici per lenire il dolore, attività fisica moderata e una dieta nutriente. Il trattamento della poliomielite spesso richiede una riabilitazione a lungo termine che includa terapia fisica, l'uso di bretelle, scarpe correttive e, in alcuni casi, un intervento chirurgico ortopedico.
Ventilatori polmonari portatili possono essere necessari per sostenere la respirazione. Storicamente, un ventilatore a pressione negativa invasivo, più comunemente chiamato polmone d'acciaio, è stato utilizzato per mantenere artificialmente la respirazione durante l'infezione acuta di poliomielite, finché una persona non tornava a respirare autonomamente (generalmente dopo circa una o due settimane). Oggi molti pazienti con paralisi respiratoria permanente utilizzano moderne giacche a pressione negativa, indossate sul petto e sull'addome.
Altri trattamenti storici per la polio sono stati l'idroterapia, l'elettroterapia, massaggi ed esercizi di mobilizzazione passiva e trattamenti chirurgici, come ad esempio l'allungamento dei tendini e l'innesto di nervi.

## Prognosi

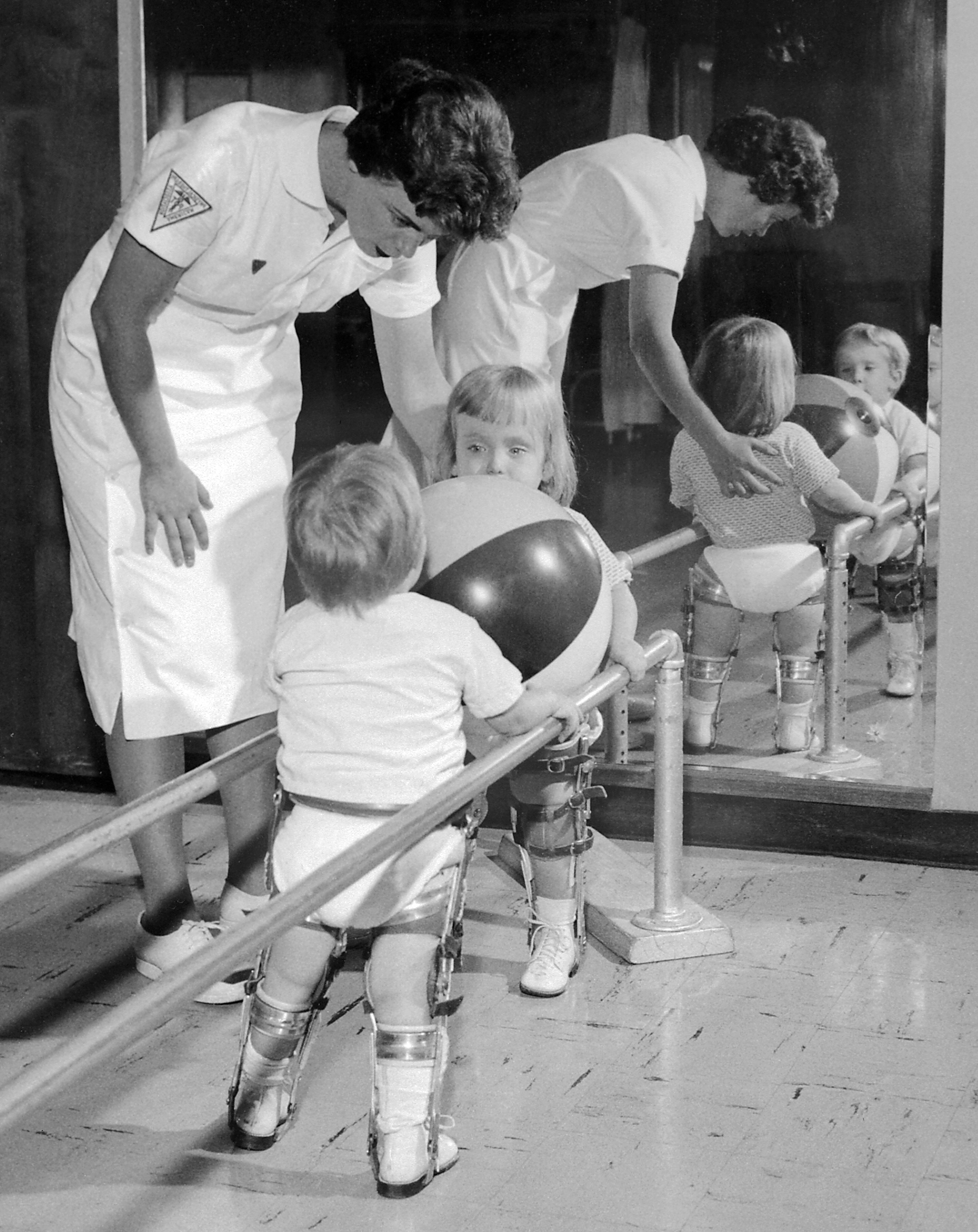
Una fisioterapista segue due bambini affetti da poliomielite.

I pazienti con infezioni da poliomielite abortive recuperano completamente. In quelli che sviluppano solo meningite asettica, i sintomi possono persistere da due a dieci giorni, seguiti da un completo recupero. Nei casi di polio spinale, se le cellule nervose colpite sono completamente distrutte, la paralisi sarà permanente. Le cellule che non vengono distrutte, ma che perdono temporaneamente la loro funzione, possono recuperare entro quattro-sei settimane dopo l'esordio. La metà dei pazienti affetti da poliomielite spinale si riprende completamente, un quarto recupera con una lieve disabilità e nel restante quarto permane una grave disabilità. Il grado di paralisi sia nella fase acuta che nella paralisi residua probabilmente è proporzionale sia al grado di viremia che inversamente proporzionale al grado di immunità. La poliomielite spinale è raramente fatale.
Senza il supporto respiratorio le conseguenze della poliomielite con interessamento delle vie respiratorie comportano il soffocamento o una polmonite da aspirazione delle secrezioni. Nel complesso, il 5-10% dei pazienti affetti da poliomielite paralitica muore a causa della paralisi dei muscoli utilizzati per la respirazione. Il tasso di mortalità varia con l'età: dal 2-5% nei bambini, fino al 15-30% negli adulti. La poliomielite bulbare provoca spesso la morte se non viene fornito alcun supporto respiratorio. Con supporto respiratorio il tasso di mortalità è compreso tra il 25% ed il 75%, a seconda dell'età del paziente. Quando sono disponibili ventilatori a pressione positiva la mortalità può essere ridotta al 15%.

### Recupero
Molti casi di poliomielite comportano soltanto una paralisi temporanea. Gli impulsi nervosi possono tornare al muscolo paralizzato già entro un mese dall'infezione, ed il recupero è solitamente completato in sei-otto mesi. I processi neurofisiologici implicati nel recupero a seguito della poliomielite paralitica acuta sono molto efficaci: i muscoli sono in grado di ripristinare la normale forza anche se la metà dei neuroni motori originali sono andati perduti. Se la paralisi permane dopo un anno, è probabile che sia permanente, anche se sono possibili modesti recuperi della forza muscolare da 12 a 18 mesi dopo l'infezione.
Uno dei meccanismi coinvolti nel recupero è la capacità dei neuroni del tronco encefalico di sviluppare nuovi germogli assonali e rami terminali, che possono reinnervare le fibre muscolari che sono state denervate dall'infezione acuta da polio. Un altro meccanismo consente di far compiere ad un motoneurone un lavoro fino a quattro-cinque volte maggiore di quello svolto normalmente, al fine di sopperire a quelli mancanti. In questo modo se un neurone motorio controllava 200 cellule muscolari prima della paralisi, può arrivare a controllarne 800-1000.
In aggiunta a questi processi fisiologici, il corpo possiede una serie di meccanismi di compensazione per mantenere la funzionalità in presenza di paralisi residua. Tra questi il maggiore utilizzo di muscoli e legamenti più deboli per poter disporre di una maggior mobilità.

### Complicanze

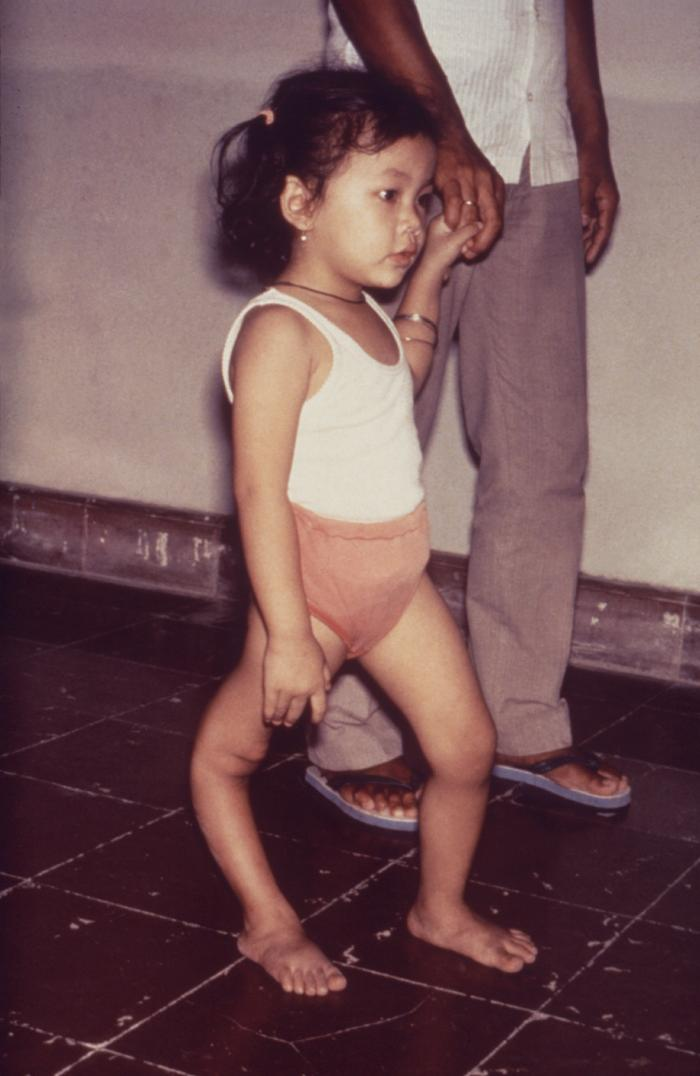
Una bambina con una deformità alla gamba destra causata dalla polio.

Spesso si verificano complicanze residue di polio paralitica in seguito al processo del recupero iniziale. Paresi muscolare e paralisi, a volte, possono portare a deformità scheletriche, al blocco delle articolazioni e a difficoltà di movimento. Una volta che i muscoli dell'arto diventano flaccidi possono interferire con la funzionalità degli altri muscoli. Una tipica manifestazione di questo problema è il piede equino. Questa deformità si sviluppa quando i muscoli che fanno abbassare le dita sono in grado di lavorare, mentre quelli che le innalzano non lo sono, e il piede tende naturalmente a cadere verso il suolo. Se il problema non viene trattato il tendine di Achille si può ritrarre e il piede non è più in grado di assumere la posizione fisiologica.
Le vittime della polio che sviluppano il piede equino non sono più in grado di camminare, poiché non possono più appoggiare a terra il tallone. Una situazione simile si può sviluppare con la paralisi delle braccia. In alcuni casi in pazienti pediatrici la crescita di una gamba viene rallentata dalla poliomielite, mentre l'altra continua a crescere normalmente. Il risultato è una gamba più corta dell'altra, con il paziente costretto a zoppicare ed appoggiarsi ad un bastone sul lato della gamba corta. Ciò, a sua volta, porta a deformazioni della colonna vertebrale, in particolar modo di tipo scoliotico. Possono, altresì, verificarsi osteoporosi e un'accresciuta probabilità di fratture patologiche.
L'uso prolungato di stampelle o sedie a rotelle possono causare neuropatia da compressione, come pure una perdita di funzionalità delle vene delle gambe, che può dare ristagno di sangue negli arti inferiori paralizzati. Le complicanze da immobilità prolungata, che possono coinvolgere polmoni, reni e cuore sono edema polmonare, polmonite ab ingestis, infezioni delle vie urinarie, calcoli renali, ileo paralitico, miocardite e cuore polmonare.

#### Sindrome post-polio
Tra gli individui che sopravvivono alla poliomielite paralizzante nell'infanzia, una percentuale compresa tra il 25 ed il 50% sviluppa ulteriori sintomi decenni dopo il recupero dall'infezione acuta, in particolare debolezza muscolare ed estrema stanchezza. Questa condizione è nota come sindrome da post-poliomielite (PPS). Si ritiene che i sintomi della PPS siano causati da un malfunzionamento delle sovradimensionate unità motorie createsi durante il recupero dalla malattia paralizzante.